# هاروی برنهارد
هاروی برنهارد (انگلیسی: Harvey Bernhard؛ ۵ مارس ۱۹۲۴ – ۱۶ ژانویهٔ ۲۰۱۴) تهیه‌کننده فیلم، فیلم‌نامه‌نویس و بازیگر یهودی اهل ایالات متحده آمریکا بود. وی در جریان جنگ جهانی دوم در نیروی دریایی ایالات متحده آمریکا خدمت کرد و پس از جنگ در دانشگاه استنفورد تحصیل کرد.
از فیلم‌ها یا برنامه‌های تلویزیونی که وی در آن نقش داشته‌است، می‌توان به طالع نحس و گونیز اشاره کرد.